# Odontogryllus acutus
Odontogryllus acutus är en insektsart som beskrevs av De Mello 1992. Odontogryllus acutus ingår i släktet Odontogryllus och familjen syrsor. Inga underarter finns listade i Catalogue of Life.